# 関の弥太っぺ
『関の弥太ッぺ』（せきのやたっぺ）は、長谷川伸によって1929年に発表された戯曲。同年8月に新国劇によって上演された。叶えられぬ夢を抱えて生きる哀しみを独自のリリシズムで描く。映画やテレビドラマでもたびたび作品化されている。

## 物語
常州生まれの関本の弥太郎、人呼んで「関の弥太っぺ」は生き別れた妹を探す旅で、母のない少女「お小夜」と出会う。小夜の父「和吉」は盗賊であり、金を盗まれた「箱田の森介」は和吉を斬って金を奪っていく。自分の50両も森介に持って行かれた弥太郎は宿場まで小夜を連れて行く羽目になるが、父の死を知らない娘に妹の面影を見て心を動かす。弥太郎は「…この娑婆には辛い事、悲しい事がたくさんある。だが忘れるこった。忘れて日が暮れりゃあ明日になる…ああ、明日も天気か」と娘を励まそうと明るい顔を見せる。
弥太郎は宿場で沢井屋に着くが、お小夜の身の上について全く知らないため往生する。来る筈の無い父を往来で待つお小夜を見て、心を動かされた弥太郎は50両でお小夜を預かってくれるよう強引に頼み込んで沢井屋を辞する。森介は清滝の佐吉一家にいたところ、訪ねて来た弥太郎に気持ち良く金を返す。意気に感じた弥太郎は森介に5両を渡すと、その足で沢井屋に戻り軒裏に45両を置いていく。裏庭の垣根越しに見える沢井屋の家族の優しさは小夜を包み込んでいた。50両を失ったもののお星さまになったような気持ちとなった弥太郎は、誰に見られることもなく手を振って去る。
その後、弥太郎は妹の死を知り、幼かった頃の記憶のままに兄である自分を慕っていたと聞かされ、墓前で涙する。
それから10年後、弥太郎は生きる目的を無くしたまま、助っ人稼業で生計を立てていた。弥太郎は敵方に恩人の「田毎の才兵衛」と森介を見て、雇い主の飯岡を裏切る。旧交を温める3人。その際、才兵衛の口から、沢井屋の娘として育ったお小夜が、名も知らぬ恩人の消息を求めていることが語られる。人探しを頼まれていた才兵衛は話から聞いた旅人の様子から弥太郎ではないかと尋ねるが、本人は人違いだと返事をする。飯岡の追及が伸びる中、弥太郎は再び沢井屋の垣根の前に立ち、成長したお小夜を見ると暖かい気持ちとなったまま立ち去る。
一方、森介は才兵衛から聞かされた“名も知らぬ恩人”の振りをして沢井屋を訪れる。はじめは金を強請ろうとしていた森介だったが、やがてお小夜と一緒になりたいという分に合わない夢を見始めてお小夜に言い寄り、沢井屋の人々を苦しませる。噂を聞いて駆けつけた弥太郎は森介を連れ出し、10年前お小夜の父を斬ったのが森介自身であると教えるが、森介はかえって逆上する。涙を飲んで弥太郎は森介を斬る。その場所こそかつて森介が和吉を斬った森の中であった。
業の深さに苦しむ弥太郎の前に立ちはだかる飯岡一家。「暮れ六つ時に再び」と約束して別れた弥太郎は、笠を被ったままあの垣根を越えると沢井屋の人々に、森介は旅に出たと伝える。10年ぶりに対面した弥太郎とお小夜だが、弥太郎に昔の面影はなく、お小夜も沢井屋の人々も彼が10年前の恩人だとは気が付かない。帰ろうとする弥太郎をお小夜が呼び止める。父と母を求めた少女のままのお小夜がそこにはいた。
このままここにいて欲しいというお小夜に弥太郎は優しく呟く。「…お嬢さん。この娑婆には辛い事、悲しい事がたくさんある。だが忘れるこった。忘れて日が暮れりゃあ明日になる。…ああ、明日も天気か」。全てを悟ったお小夜は弥太郎を追いかけるが、弥太郎は土手の下に身を隠し、自分を捜して駆けて行くお小夜の背中を見送るのだった。
暮れ六つの鐘が鳴るなか、飯岡衆が待ち受ける村はずれへの道を弥太郎は歩いて行く。

## 映画

### 1935年日活京都版
1935年、日活京都撮影所制作の劇場公開映画。主演は大河内傳次郎。監督は稲垣浩、山中貞雄。フィルムは現存しない。
- 関の弥太郎：大河内傳次郎
- 箱田の森介：鳥羽陽之助
- 堺の和尚：山本礼三郎
- お小夜：深水藤子
- 沢井屋金兵衛：藤川三之祐
- 仇銀太郎：清川荘司
- その女房おすみ：伊村利江子
- 田毎の才兵衛：横山運平
- 笹川の繁蔵：沢村国太郎
- 清滝の佐吉、神楽獅子の大八：八幡震太郎
- 伊奈勘兵衛：高勢実乗
- その仲間信太：大崎史郎
- 湯村の磯五郎：山口佐喜雄
- 芸者お吉：衣笠淳子
- 市川百々之助

### 1953年大映版
1953年、大映。主演：黒川弥太郎。監督：田坂勝彦。
- 関の弥太郎： 黒川弥太郎
- 箱田の森介： 坂東好太郎
- お小夜： 山本富士子
- おすみ： 霧立のぼる
- 少女時代のお小夜： 松島トモ子
- おきん： 浪花千栄子
- 女中お秋： 大美輝子
- 堺の和吉： 河野秋武
- 田毎の才兵衛： 大矢市次郎
- 笹川の繁蔵： 葛木香一

### 1955年新東宝版
1955年、新東宝。主演：島田正吾。監督：渡辺邦男。
- 関の弥太郎： 島田正吾
- 箱田の森介： 河村憲一郎
- お小夜： 宇治みさ子
- 沢井屋金兵衛：秋月正夫
- 仇銀太郎：宮本曠二郎
- 女房おすみ： 水原真知子
- 田毎の才兵衛： 清水彰
- 笹川の繁蔵： 辰巳柳太郎
- 清龍の佐吉：野村清一郎
- 神楽の大八：宮島誠
- 堺の和吉：石山健二郎
- 岩村の磯五郎：郡司八郎

### 1959年大映版
1959年、大映。主演：長谷川一夫。監督：加戸敏
- 関の弥太郎： 長谷川一夫
- 箱田の森介： 勝新太郎
- お小夜： 中村玉緒
- お小夜（幼女時代）：奥村敦子
- 沢井屋金兵衛：嵐三右衛門
- 銀太郎：伊沢一郎
- おすみ：三田登喜子
- 原の徳造：田崎潤
- 森介の姉：阿井美千子
- 茶店のおやじ：寺島雄作
- 堺の和吉：本郷秀雄
- 大前田のお駒：中田康子
- 笹川の繁造：原聖四郎
- 飯岡の助五郎：寺島貢
- 平手造酒：千葉敏郎

### 1963年東映版
1963年、東映。主演：中村錦之助。監督：山下耕作。上映時間89分。
- 関の弥太郎： 中村錦之助 (萬屋錦之介)
- 箱田の森介： 木村功
- お小夜（21歳）： 十朱幸代
- お小夜（11歳）： 上木三津子
- 堺の和吉（お小夜の父）： 大坂志郎
- 沢井屋お金（お小夜の祖母）： 夏川静江
- 銀太郎（お小夜の叔父）： 武内亨
- おすみ（銀太郎の女房）： 鳳八千代
- 飯岡の助五郎： 安部徹
- 茶店の親父： 坂本武
- 田毎の才兵衛： 月形龍之介
- お由良：岩崎加根子

## ドラマ版

### 1959年
1959年5月26日から同年6月16日まで、『鶴田浩二シリーズ』（フジテレビ。火曜19:30 - 20:00）で4回にわたって放送された。

#### キャスト
- 弥太郎：鶴田浩二
- お金：村田喜久子
- 銀太郎：若宮隆二
- 加代キミ子
- 河津清三郎

### 1960年
1960年1月7日から同年同月28日まで、『新国劇アワー』（KRテレビ。木曜22:00 - 22:30）で4回にわたって放送された。

#### キャスト
- 島田正吾
- 久松喜世子
- 辰巳柳太郎
- 香川桂子
- 秋月正夫
- 清水彰

### 1972年
長谷川伸の作品をドラマ化した『長谷川伸シリーズ』（NET）で前後編にわたって放送された。

#### スタッフ
- 脚本：成沢昌茂
- 監督：土居通芳
- その他のスタッフは長谷川伸シリーズ#スタッフを参照。

#### キャスト
- 萬屋錦之介
- 中村伸郎
- 仲谷昇
- 西村晃 他

| フジテレビ 鶴田浩二シリーズ | フジテレビ 鶴田浩二シリーズ | フジテレビ 鶴田浩二シリーズ |
| 前番組                      | 番組名                      | 次番組                      |
| --------------------------- | --------------------------- | --------------------------- |
| 舶来巾着切                  | 関の弥太っぺ （1959年版）   | 狼之助口手紙                |
| KRT 新国劇アワー            |                             |                             |
| 国定一家御用                | 関の弥太っぺ （1960年版）   | 名人                        |
| NET 長谷川伸シリーズ        |                             |                             |
| 江戸の花和尚                | 関の弥太っぺ （1972年版）   | 越後獅子祭                  |

## 漫画
劇画・長谷川伸シリーズのひとつとして、漫画家小林まことにより、講談社2009年『イブニング』3号より連載された。全12回、単行本全1巻。ラスト部分が原作とは違い、独自のアレンジがなされている。なお、タイトルは「関の弥太ッぺ」（「っ」→「ッ」）に変更されている。また、登場人物は小林の過去作品のキャラクターで構成されており、単行本の表紙は昭和時代の邦画や演劇のポスターのように、そのキャラクター達の名前が演者として並べられている。

## 歌謡曲
- 三波春夫 - 長編歌謡浪曲 関の弥太っぺ（作詞：萩原四朗、作曲：陸奥明）
- 島津亜矢 - 関の弥太っぺ（作詞：宮沢守夫、作曲：村沢良介）